# Sola (película)
 Sola es una película de Argentina filmada en Eastmancolor dirigida por Raúl de la Torre según su propio guion que se estrenó el 19 de agosto de 1976 y que tuvo como actores principales a Graciela Borges, Mabel Manzotti,  Luis Brandoni y Lautaro Murúa.

## Sinopsis
Una mujer separada afronta su futuro y revisa sus objetivos.

## Reparto
- Graciela Borges
- Mabel Manzotti
- Luis Brandoni
- Lautaro Murúa
- Adrián Ghío
- Héctor Pellegrini
- Marta Bianchi
- Abel Sáenz Buhr
- Susy Kent
- Claudio Levrino
- Mario Luciani
- Héctor Tealdi
- Horacio Denner
- Elda Basile
- Fernando "Tacholas" Iglesias
- Josefina Faustín
- Dora Mils
- Jorge Casamian
- Evangelina Massoni

## Comentarios
C.A. en La Prensa escribió:

”La dirección de Raúl de la Torre no nos muestra a este director con la fuerza de sus otras realizaciones.”

La Nación opinó:

”El film entero gira en torno de Alejandra –una excelente Graciela Borges_.”

La Razón opinó:

” Un film nacional bien filmado.”

Manrupe y Portela escriben:

”…libro poco creíble. En el Festival de Cine de San Sebastián ’76 obtuvo las “Conchas de latas” al peor largometraje,  a la peor interpretación femenina (Borges) y al peor guion (este último ex acquo).”